# 古德曼斯角 (加利福尼亞州)
古德曼斯角（英語：Goodmans Corner）是位於美國加利福尼亞州卡拉韋拉斯縣與聖華金縣的一個非建制地區。該地的面積和人口皆未知。

## 地理
古德曼斯角的座標為38°12′18″N 120°59′14″W / 38.20500°N 120.98722°W，而該地的平均海拔高度為57米（即187英尺）。